# Medline Industries
Medline Industries, Inc., es una empresa de salud privada estadounidense con sede en Northfield, Illinois. Es el mayor fabricante y distribuidor privado de suministros médicos que ofrece productos, educación, programas clínicos y servicios a lo largo de la atención continua con oficinas en 20 países.
En 2018, Medline alcanzó más de $ 11 mil millones en ventas generales de la compañía. Medline ocupa actualmente el puesto 32 en la lista de Forbes 2016 de las empresas privadas más grandes de Estados Unidos.
En la actualidad, Medline Industries, Inc. ofrece más de 550.000 productos médicos y soluciones clínicas a hospitales, centros de atención extendida, centros quirúrgicos, consultorios médicos, agencias y proveedores de atención domiciliaria y minoristas. Sus 24.000 empleados se extienden a más de 90 países (como EE. UU., Canadá, México, [8] España, Alemania, Reino Unido, Francia, Italia, Japón, Australia y Nueva Zelanda) e incluyen médicos, investigadores, ingenieros, expertos financieros y 2000 representantes de ventas directas.